# Hoslovice
Obec Hoslovice se nachází v okrese Strakonice, kraj Jihočeský. Žije zde 172 obyvatel.

## Části obce

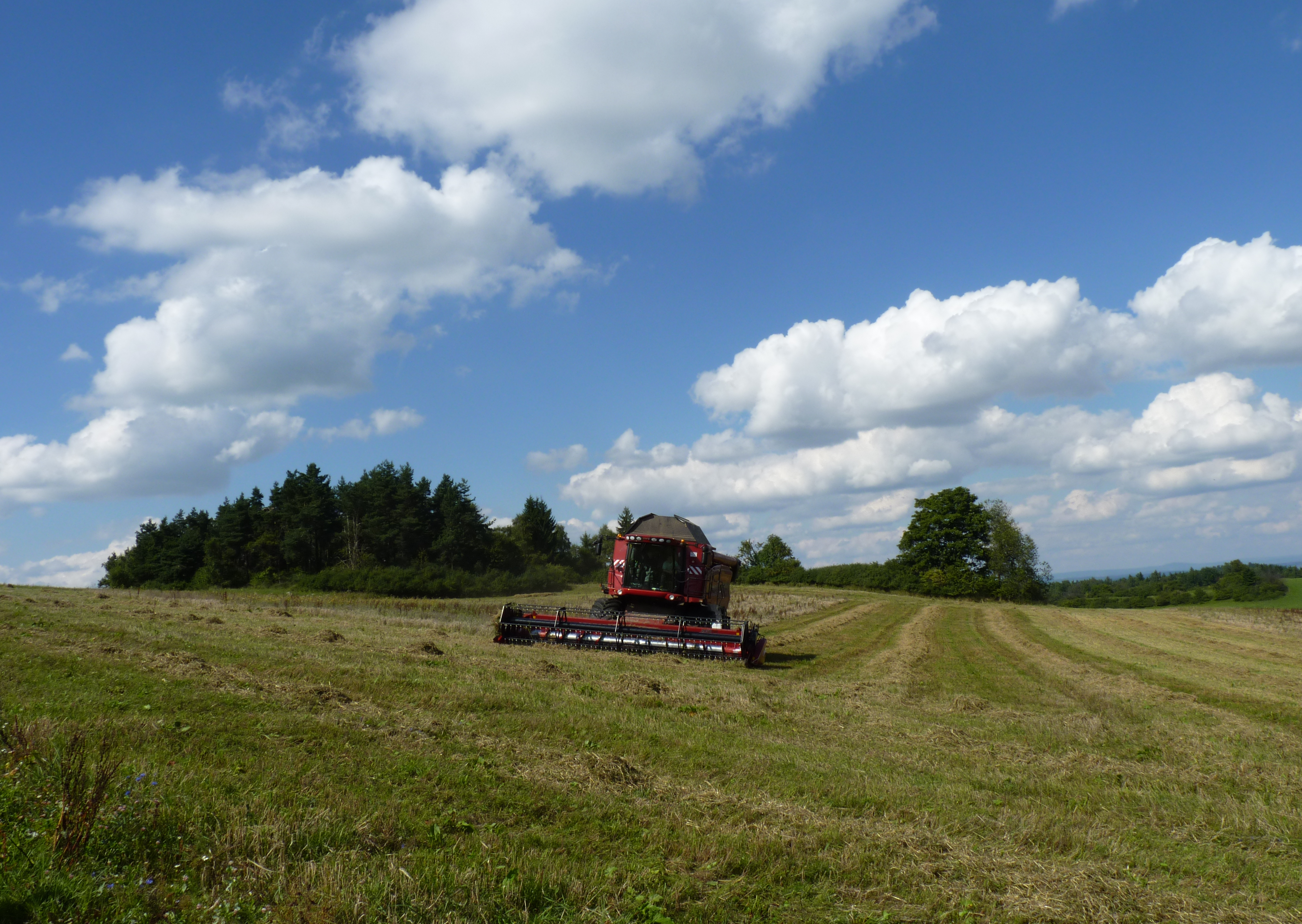
Pole u Hoslovic s kombajnem

Obec Hoslovice se skládá ze tří částí na třech stejnojmenných katastrálních územích.
- Hoslovice
- Hodějov
- Škrobočov

Od 1. ledna 1974 do 31. prosince 1991 k obci patřily i Lhota pod Kůstrým, Nová Ves a Víska.

## Historie
První písemná zmínka o obci pochází z roku 1352.
V roce 2005 byla na kopci severozápadně od Hoslovic vybudována volně přístupná rozhledna (telekomunikační stožár s vyhlídkovou plošinou ve výšce 30 m).

## Pamětihodnosti
- Kaplička na návsi
- Vodní mlýn ze 14. století, nejstarší dochovaný v ČR

## Galerie

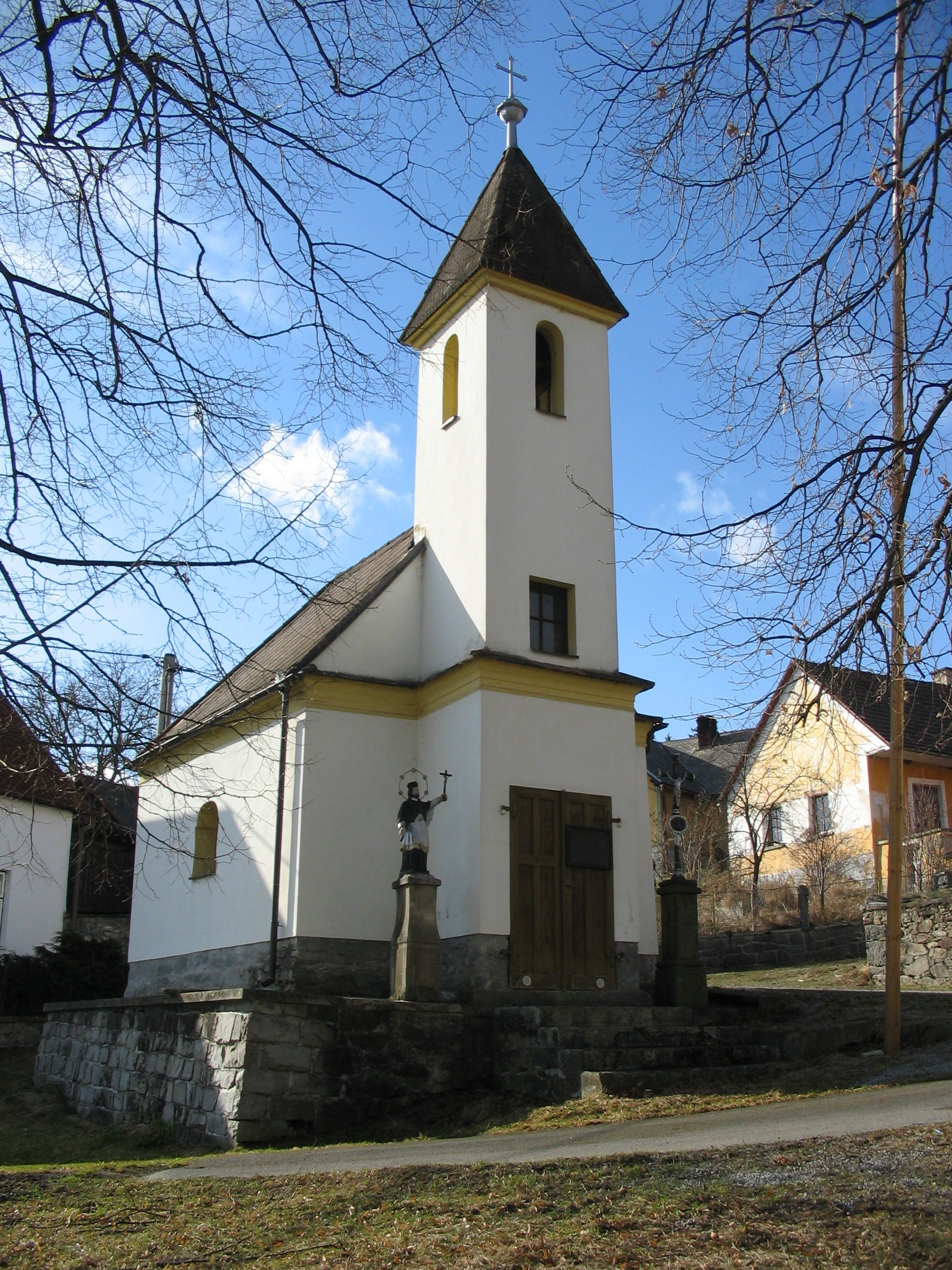
Kaple na návsi
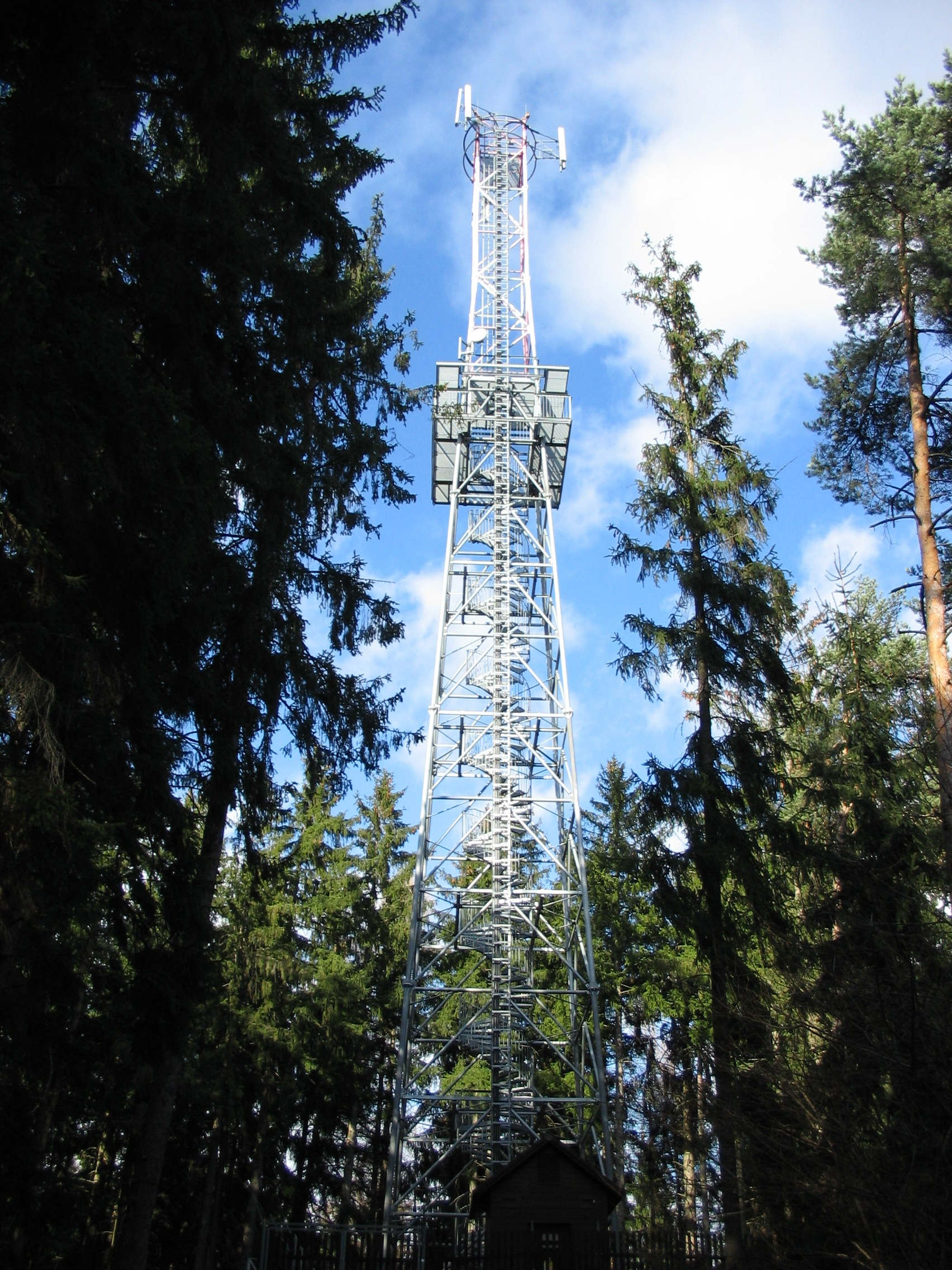
Rozhledna
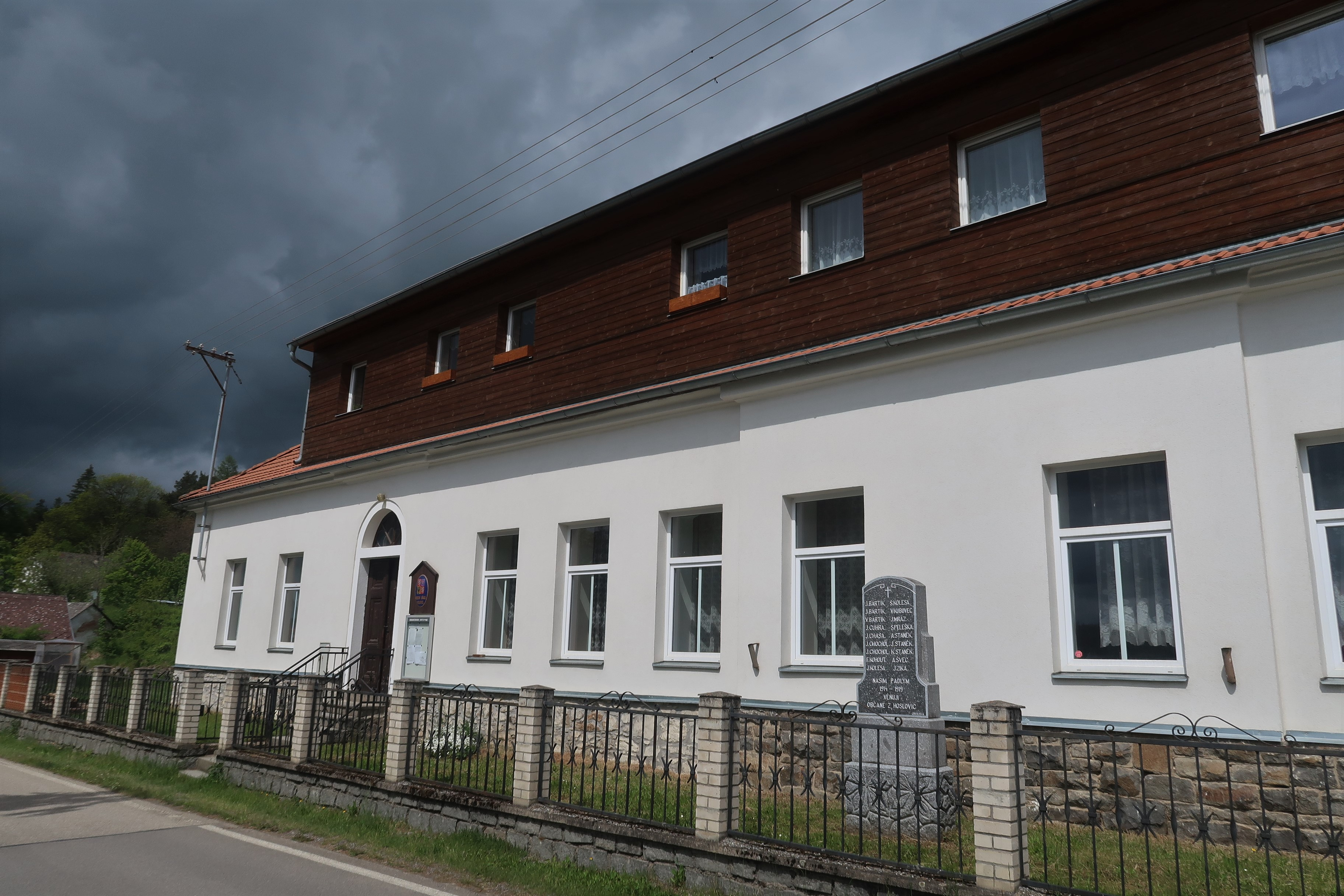
Obecní úřad
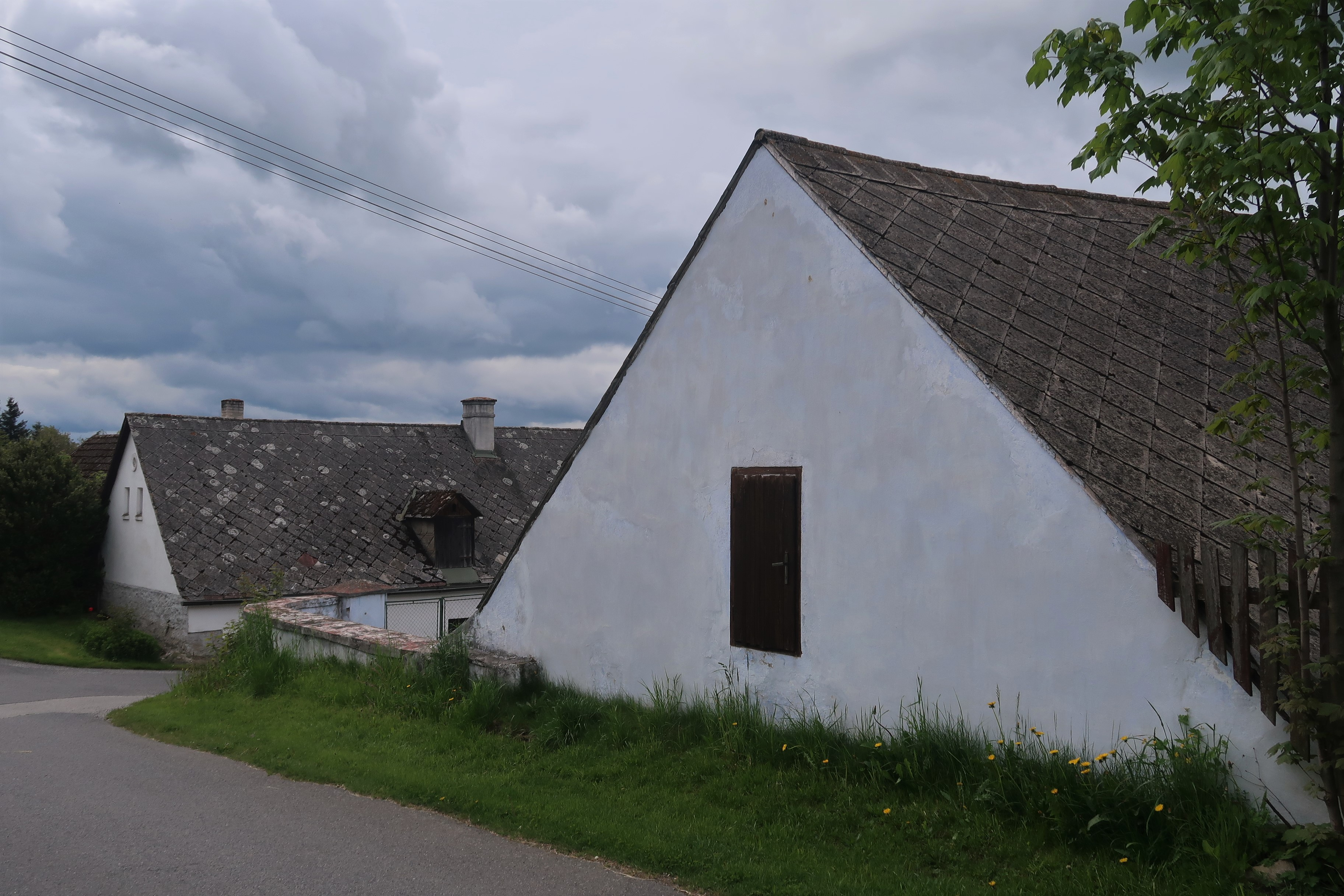
Hospodářské budovy usedlostí č.p. 9 a 70
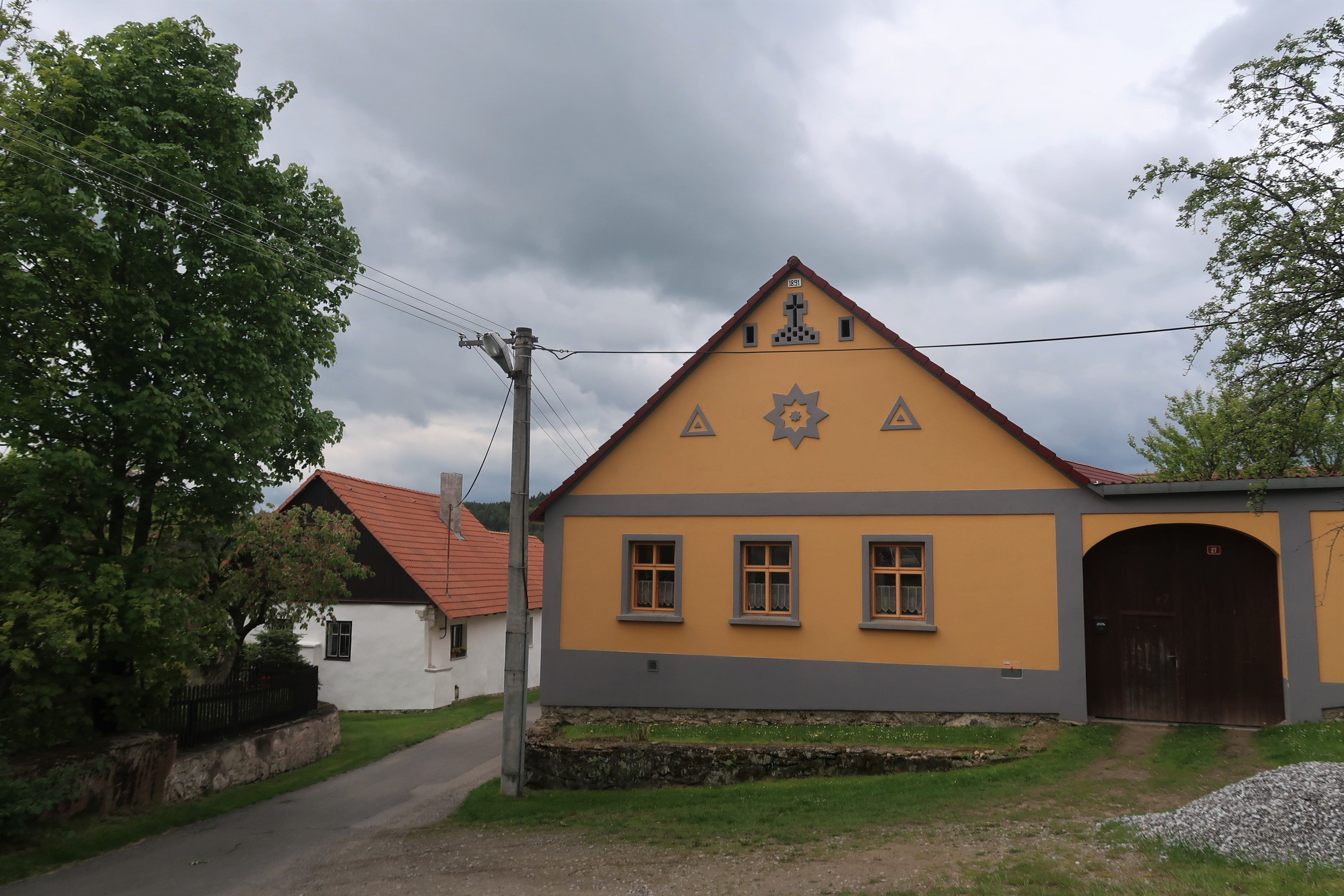
Náves s usedlostmi č.p. 27 a 41
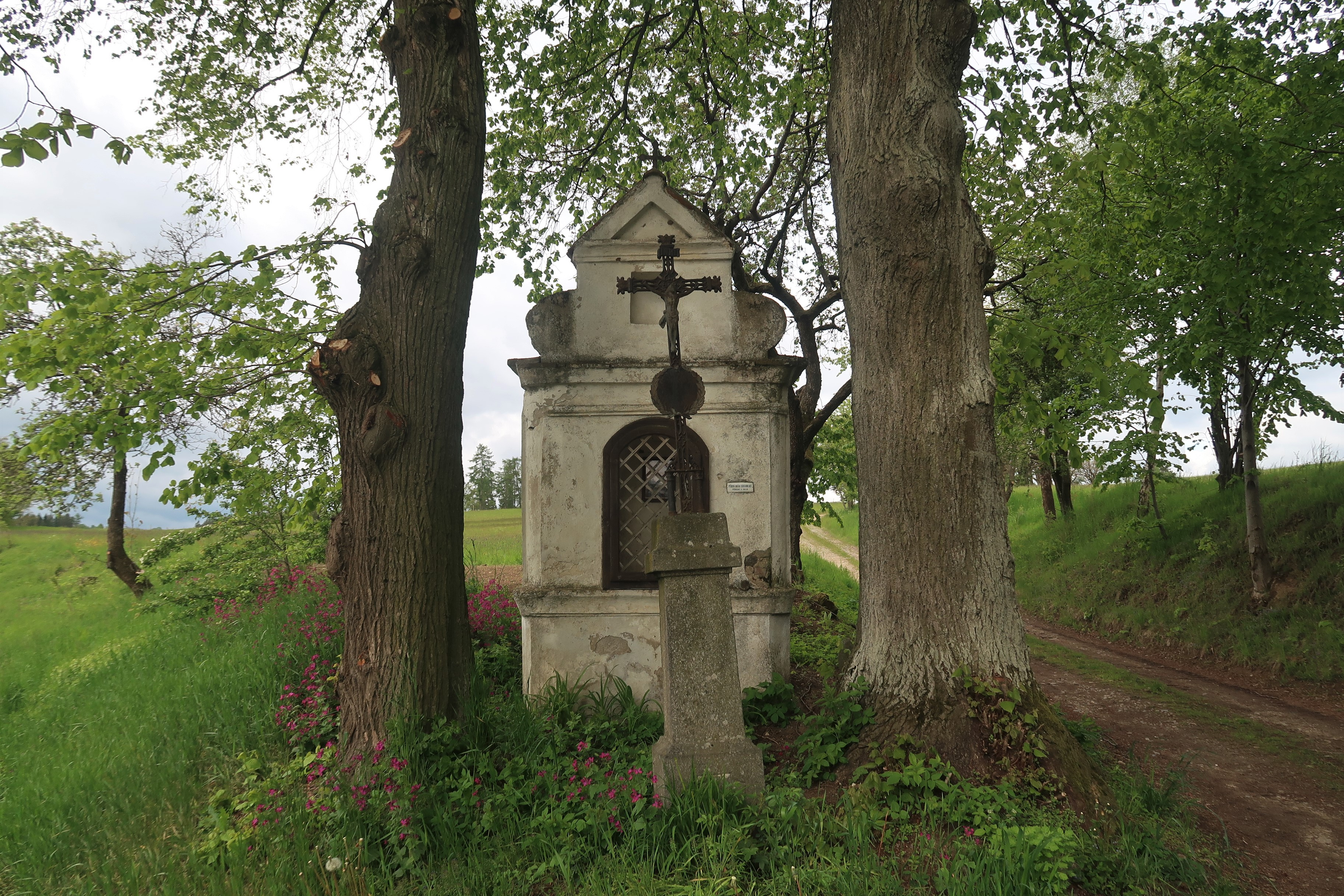
Kaple s křížem nad obcí cestou z Drážova
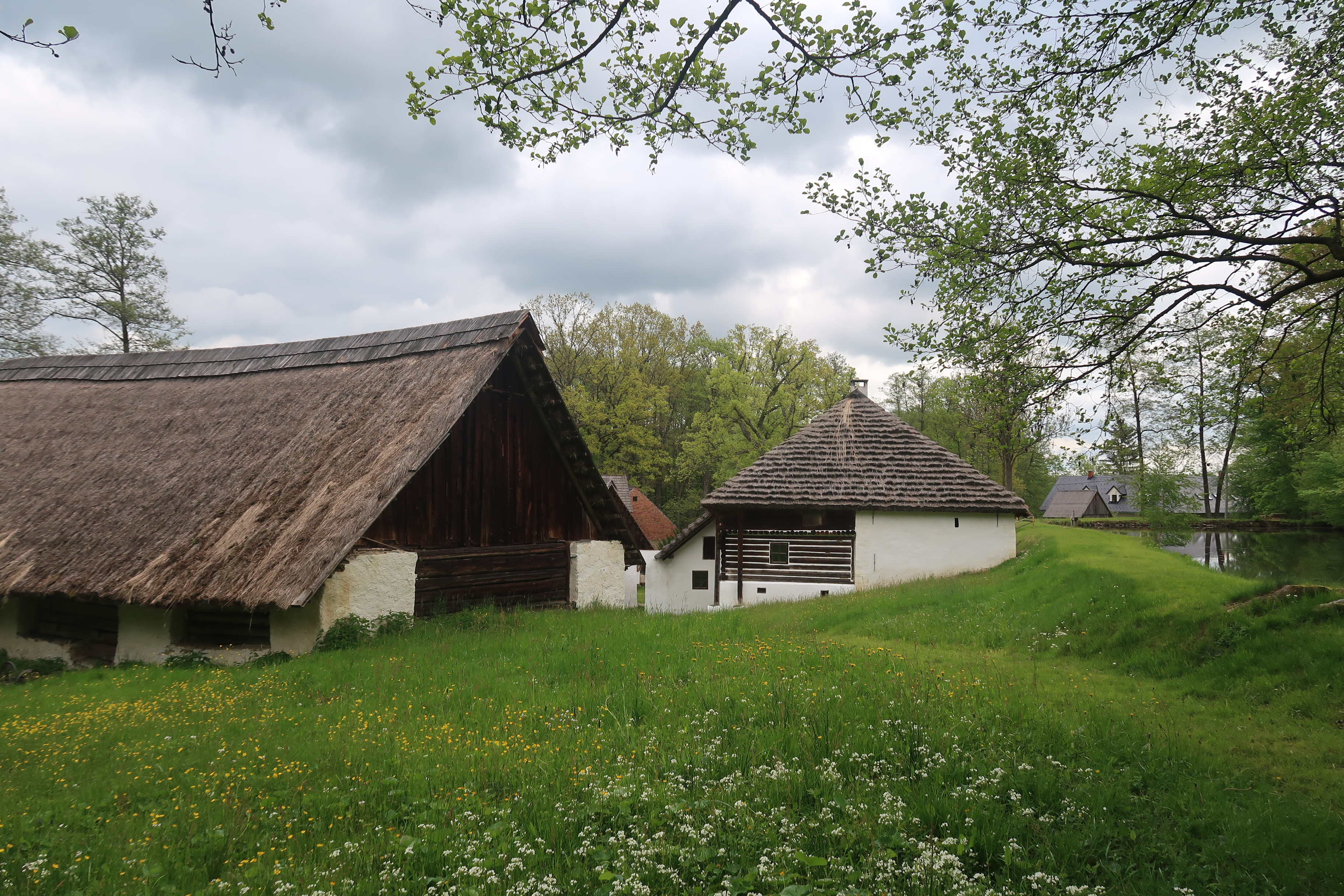
Vodní mlýn Hoslovice